# Prosper Kontiebo
Prosper Kontiebo MI (ur. 25 września 1960 w Boassa) – burkiński duchowny rzymskokatolicki, w latach 2012–2023 biskup Tenkodogo, od 2023 arcybiskup metropolita Wagadugu.

## Życiorys
Święcenia kapłańskie przyjął 7 lipca 1990 w zakonie kamilianów. Przez wiele lat pracował w jednej z kamiliańskich parafii oraz jako mistrz scholastykatu. W 2010 wybrany przełożonym burkińskiej wiceprowincji zakonu.
11 lutego 2012 został prekonizowany biskupem nowo powstałej diecezji Tenkodogo. Sakry biskupiej udzielił mu 2 czerwca 2012 abp Séraphin Rouamba.
16 października 2023 został przeniesiony przez papieża Franciszka na urząd arcybiskupa metropolity Wagadugu.